# Taça de Portugal 2005-2006
La Taça de Portugal 2005-2006 è stata la 66ª edizione del torneo. La competizione, iniziata il 4 settembre 2005 e conclusasi il 14 maggio 2006, vide la vittoria del Porto 1-0 in finale contro il Vitória Setúbal, squadra campione in carica.
Per il Porto si trattò del tredicesimo successo in coppa nazionale, nonché il completamento del quinto double (accoppiata campionato e coppa) nella sua storia.

## Ottavi di finale
| Locali            | Ospiti          | Risultato          | Data e ora             |
| ----------------- | --------------- | ------------------ | ---------------------- |
| Lixa              | Vitória Setúbal | 0 - 2              | 8 febbraio 2006, 15:00 |
| Desp. Aves        | Académica       | 1 - 2              | 8 febbraio 2006, 15:00 |
| Estrela Amadora   | Boavista        | 0 - 1              | 8 febbraio 2006, 15:00 |
| Marítimo          | Vila Meã        | 3 - 0              | 8 febbraio 2006, 19:15 |
| Vitória Guimarães | Oliveirense     | 2 - 0              | 8 febbraio 2006, 20:30 |
| Sporting Lisbona  | Paredes         | 2 - 1              | 8 febbraio 2006, 17:00 |
| Benfica           | Nacional        | 0 - 0 (5-3 d.c.r.) | 8 febbraio 2006, 20:45 |

## Quarti di finale
| Locali          | Ospiti            | Risultato | Data e ora           |
| --------------- | ----------------- | --------- | -------------------- |
| Vitória Setúbal | Boavista          | 2 - 1     | 15 marzo 2006, 15:00 |
| Marítimo        | Porto             | 1 - 2     | 15 marzo 2006, 18:30 |
| Académica       | Sporting Lisbona  | 0 - 2     | 15 marzo 2006, 20:30 |
| Benfica         | Vitória Guimarães | 0 - 1     | 15 marzo 2006, 20:45 |

## Semifinali
| Locali          | Ospiti            | Risultato          | Data e ora           |
| --------------- | ----------------- | ------------------ | -------------------- |
| Porto           | Sporting Lisbona  | 1 - 1 (5-4 d.t.r.) | 22 marzo 2006, 20:45 |
| Vitória Setúbal | Vitória Guimarães | 1 - 1 (3-2 d.t.r.) | 22 marzo 2006, 20:45 |

## Finale
| Arbitro: | Duarte Gomes (Lisbona) |

|             |           |  |
| Adriano 39’ | Marcatori |  |

| Porto | Vitória Setúbal |

### Formazioni
| Porto           |    |                  |     |     |
|                 |    |                  |     |     |
| POR             | 1  | Helton           | 90’ |     |
| TD              | 12 | José Bosingwa    |     |     |
| DC              | 14 | Pepe             | 14’ |     |
| DC              | 4  | Pedro Emanuel () |     |     |
| TS              | 18 | Paulo Assunção   |     |     |
| CC              | 8  | Lucho González   |     |     |
| CC              | 30 | Anderson         |     | 75’ |
| CD              | 27 | Alan             |     |     |
| CS              | 7  | Ricardo Quaresma |     | 68’ |
| ATT             | 9  | Benni McCarthy   |     | 85’ |
| ATT             | 28 | Adriano          | 81’ |     |
| A disposizione: |    |                  |     |     |
| POR             | 99 | Vítor Baía       |     |     |
| DIF             | 3  | Ricardo Costa    |     |     |
| DIF             | 35 | Marek Čech       |     | 75’ |
| CEN             | 6  | Ibson            |     | 85’ |
| CEN             | 16 | Raul Meireles    |     |     |
| ATT             | 17 | Jorginho         |     | 68’ |
| ATT             | 39 | Hugo Almeida     |     |     |
| Allenatore:     |    |                  |     |     |
| Co Adriaanse    |    |                  |     |     |

| Vitória Setúbal |    |                  |     |     |
|                 |    |                  |     |     |
| POR             | 30 | Rubinho          |     |     |
| TD              | 14 | Janício Martins  |     |     |
| DC              | 23 | Nélson Veríssimo |     |     |
| DC              | 15 | Auri             | 51’ |     |
| TS              | 13 | Adalto           | 21’ | 56’ |
| CEN             | 6  | Binho            |     | 81’ |
| CD              | 11 | Bruno Ribeiro    | 67’ |     |
| CC              | 3  | Ricardo Chaves   |     | 68’ |
| TRQ             | 61 | Sandro ()        |     |     |
| CS              | 26 | Silvestre Varela |     |     |
| ATT             | 28 | Carlitos         |     |     |
| A disposizione: |    |                  |     |     |
| POR             | 12 | Marco Tábuas     |     |     |
| DIF             | 7  | Nandinho         |     |     |
| DIF             | 19 | Flávio Cerqueira |     |     |
| CEN             | 39 | Pedro Russiano   |     |     |
| ATT             | 8  | Pedro Oliveira   |     | 68’ |
| ATT             | 20 | Modou Sougou     |     | 56’ |
| ATT             | 47 | Diogo Fonseca    |     | 81’ |
| Allenatore:     |    |                  |     |     |
| Hélio Sousa     |    |                  |     |     |